# Amsterdam Nieuw-West
Amsterdam Nieuw-West ist ein Stadtbezirk in der Gemeinde Amsterdam, Provinz Nordholland. Im Januar 2024 hatte der Bezirk 164.789 Einwohner auf einer Grundfläche von 32,36 km².

## Geschichte
Nieuw-West (deutsch Neu-West) wurde als Stadtviertel von Amsterdam-West nach dem Zweiten Weltkrieg als Teil der Amsterdamer Gartenstädte (niederländisch Westelijke Tuinsteden) angelegt, auch „Parkstadt Amsterdam“ genannt und 2005 in Nieuw-West umbenannt. Die „Westelijke Tuinsteden“ beziehungsweise Nieuw-West wurden in den 1950er Jahren als Wohngebiet nach dem bereits 1928 aufgestellten „Allgemeinen Erweiterungsplan“ (niederländisch Algemeen Uitbreidingsplan, kurz AUP) gebaut. Der Bezirk, früher ein Wohnviertel, ist nun einer von fünf Amsterdamer Stadtbezirken, die für ein größeres Investitionsprogramm in Frage kommen. Mit dem Programm „Richting Parkstad 2015“ aus dem Jahr 2001 sollten tausende alte Häuser abgerissen werden und Neubauten entstehen, Arbeitsplätze geschaffen sowie Investitionen in Büros und Unternehmen realisiert werden. 2005 stellten die Initiativnehmer fest, dass die vorgenommenen Ziele nicht erreichbar waren und ein neuer Plan, „Koers Nieuw West“ (deutsch Kurs Neu West) aufgestellt wurde. Zusammen mit Wohnungsbaugesellschaften, Schulen, Unternehmen und den Bewohnern des Bezirkes sollen bis zum Jahre 2015 die sozialen und ökonomischen Verhältnisse verbessert werden.
In Nieuw-West liegen Sloterplas, De Nieuwe Meer und der Sloterpark mit dem Velodrome Amsterdam. In den 1990er Jahren kamen Oostoever, Nieuw Sloten und De Aker hinzu.

Der Sloterplas (deutsch Slotersee) wird für Segel-, Kanu-, Angel- und Tauchsport benutzt. An der Nordwest- und Südostseite ist ein kleiner Hafen für Segel- und Motorboote. Dieser Plas wurde zwischen 1948 und 1956 ausgehoben und hat eine Tiefe von circa 30 Meter. Der Sloterpark wurde zwischen 1960 und 1980 angelegt und liegt rund um den Sloterplas.

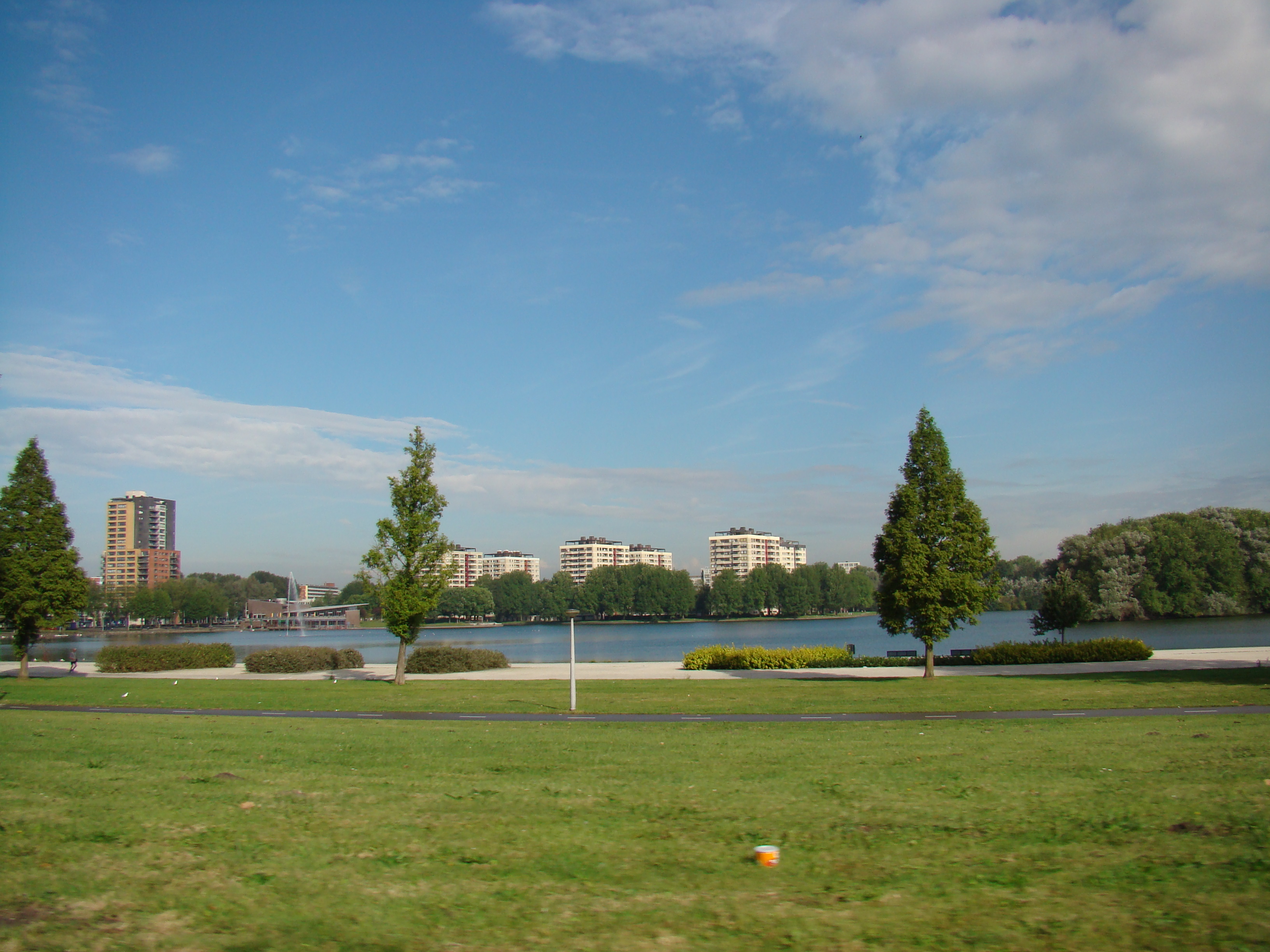
Sloterplas Amsterdam

1921 war es noch ein ländliches Gebiet und gehörte zur damaligen Gemeinde Sloten. Der Park hat eine Grundfläche von 91 Hektar und ist einer der größten in Amsterdam. Er wurde 1991 über die anliegenden Stadtviertel Geuzenveld/Slotermeer, Slotervaart und Osdorp verteilt. Das De Nieuwe Meer (auch De Oeverlanden genannt) liegt im Südwesten und die Ufer des Sees wurden lange Zeit als Schuttabladeplatz für Bauabfälle benutzt. Das Viertel hat 145 Einwohner. Das Nieuwe Meer wird an der Nordseite allgemein in zwei Gebiete eingeteilt: ein Naturgebiet an der Anderlechtlaan und ein Erholungsgebiet (niederländisch Recreatiegebied).
Das Oostoever ist ein Wohnviertel in Slotervaart und wurde nach 1995 gebaut. Es zählt circa 1050 Wohnungen und hat drei Weiler (Buurtschapen) mit jeweils eigenem Charakter: Eiland, Lanenkwartier und Zuiveringspark. Ende der 1980er Jahre wurden die ersten Wohnungen fertiggestellt und in 2004 war das Viertel vollendet. Nieuw Sloten wurde 1990 ein Wohnviertel von Slotervaart/Overtoomse Veld und gehört seit 2010 zum Stadtbezirk Nieuw West. 1991 waren die ersten Wohnungen bezugsfertig und 2004 wurde der Name in Slotervaart geändert.

## Stadtviertel
Zu Nieuw-West gehören die Viertel:
- Osdorp
- Slotervaart
- Nieuw Sloten
- De Aker

### Geuzenveld
Geuzenveld ist ein multikulturelles Viertel mit 15.720 Einwohnern (Stand: 1. Januar 2017). Geuzenveld und Slotermeer entstanden in den 1950er Jahren. Der Name Geuzenveld wurde nach einem Bauernhof (niederländisch Boerenhofstede) benannt, der an der Straße Haarlemmerweg lag. Aus Gemeindearchiven geht hervor, dass der Bauernhof „Geuzenveld“ zum ersten Mal am 6. Dezember 1709 erwähnt wurde. Geuzenveld liegt in den sogenannten „Westlichen Gartenstädten“ (niederländisch Westelijke Tuinsteden) von Amsterdam. Nach einer Überlieferung hatten die Geusen (niederländisch Geuzen) 1573, zur Zeit der Belagerung von Haarlem, eine Ausgangsbasis dort.
Das heutige Viertel wurde zwischen 1953 und 1959 gebaut und war in sechs kleine Viertel aufgeteilt, die jeweils von einem anderen Architekten entworfen waren. Heute befinden sich dort 32 Schulen sowie das „Sloterparkbad“, ein Schwimmbad das 2001 fertiggestellt wurde. Seit 1974 fährt hier die Straßenbahn Nr. 13. Die „Stichting Bijenpark Amsterdam“ (Stiftung Bienenpark Amsterdam) besitzt in Geuzenveld einen „Bienenpark“ mit dem Namen „Nieuwe Bijenpark“ (deutsch Neuer Bienenpark). Der „Oude Bijenpark“ (deutsch Alter Bienenpark) liegt in Slotervaart. In Geuzenveld-Osdorp liegt der „Volkstuinpark“ (wörtlich: Volksgartenpark) De Eendracht, der seit 1962 besteht. In Geuzenveld/Slotermeer liegen die Nachbarschaftsviertel Spieringhorn, Slotermeer-Noordoost, Slotermeer-Zuidwest, Geuzenveld und Eendracht.

### Slotermeer
Slotermeer (deutsch Slotersee), auch „Tuinstad Slotermeer“ (deutsch Gartenstadt Slotermeer) genannt, liegt in den sogenannten „Westlichen Gartenstädten“ (niederländisch Westelijke Tuinsteden) von Amsterdam. Der Name stammt von dem früheren See Slotermeer der in 1644 trockengelegt wurde.

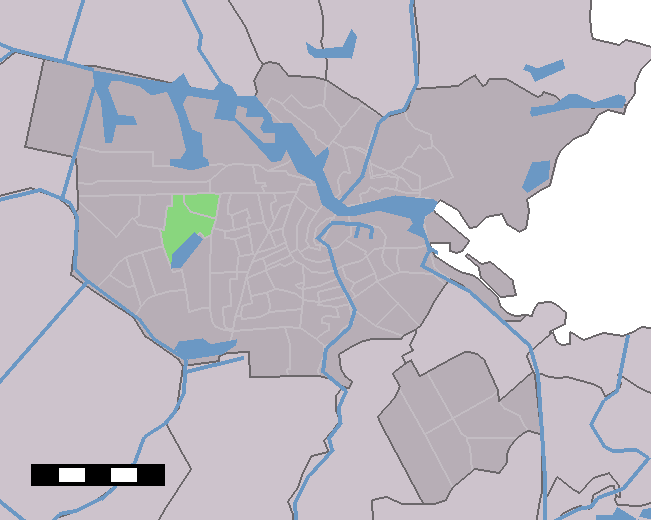
Slotermeer

Nach dem Allgemeinen Ausbreidungsplan (niederländisch Algemeen uitbreidingsplan) von 1935 wurden die ersten Pläne 1939 für das spätere Wohnviertel entworfen. Durch den Zweiten Weltkrieg kam der Bau des Gebietes nicht zustande. 1951 begannen die ersten Arbeiten für den Wohnungsbau. Am 1. September 1952 waren die ersten Wohnungen fertiggestellt und heute gibt es dort 32 Schulen sowie das „Sloterparkbad“, ein Schwimmbad das 2001 fertiggestellt wurde. In der Mitte des Viertels liegt der „Gerbrandypark“. Die Straßenbahnen Nr. 7 und 13 fahren hier. Seit 2010 gehört Slotermeer zum Stadtbezirk Nieuw-West. Slotermeer zählt 26.780 Einwohner. Ein Tagesmarkt ist am Montag auf dem Lambertus Zeiplein und von Dienstag bis Samstag auf dem Plein ’40–’45.